# Comano (Italie)
Pour les articles homonymes, voir Comano.
Comano est une commune de la province de Massa-Carrara dans la Toscane en Italie.

## Histoire
- Le château de Comano

## Administration
| Période                                  | Période  | Identité      | Étiquette | Qualité |
| ---------------------------------------- | -------- | ------------- | --------- | ------- |
| 13 juin 2004                             | En cours | Pietro Romiti |           |         |
| Les données manquantes sont à compléter. |          |               |           |         |

### Hameaux
Cabeva, Monterotondo, La Costa, Croce, Castello, Scanderaruola, Camporaghena, Castello di Camporaghena, Torsana, Prato Castellano, Felegara, Montalbino - Battagliolo, Canola, Piano, Summocomano, La Piana - Groppo San Pietro, Fumagna, Lagastrello, Fontana Rosa, Casa Pelati, Imocomano, La Vigna - Ropiccio, Piagneto, Pieve di Crespiano, Crespiano, Prota, Campungano, Villa di Cattognano, La Greta, Chiosi, Montale, Cassettana, Cattognano, Castagneto di Crespiano, Linari

### Communes limitrophes
Fivizzano, Licciana Nardi, Monchio delle Corti, Ventasso